# Bombe H
Pour les articles homonymes, voir Bombe.

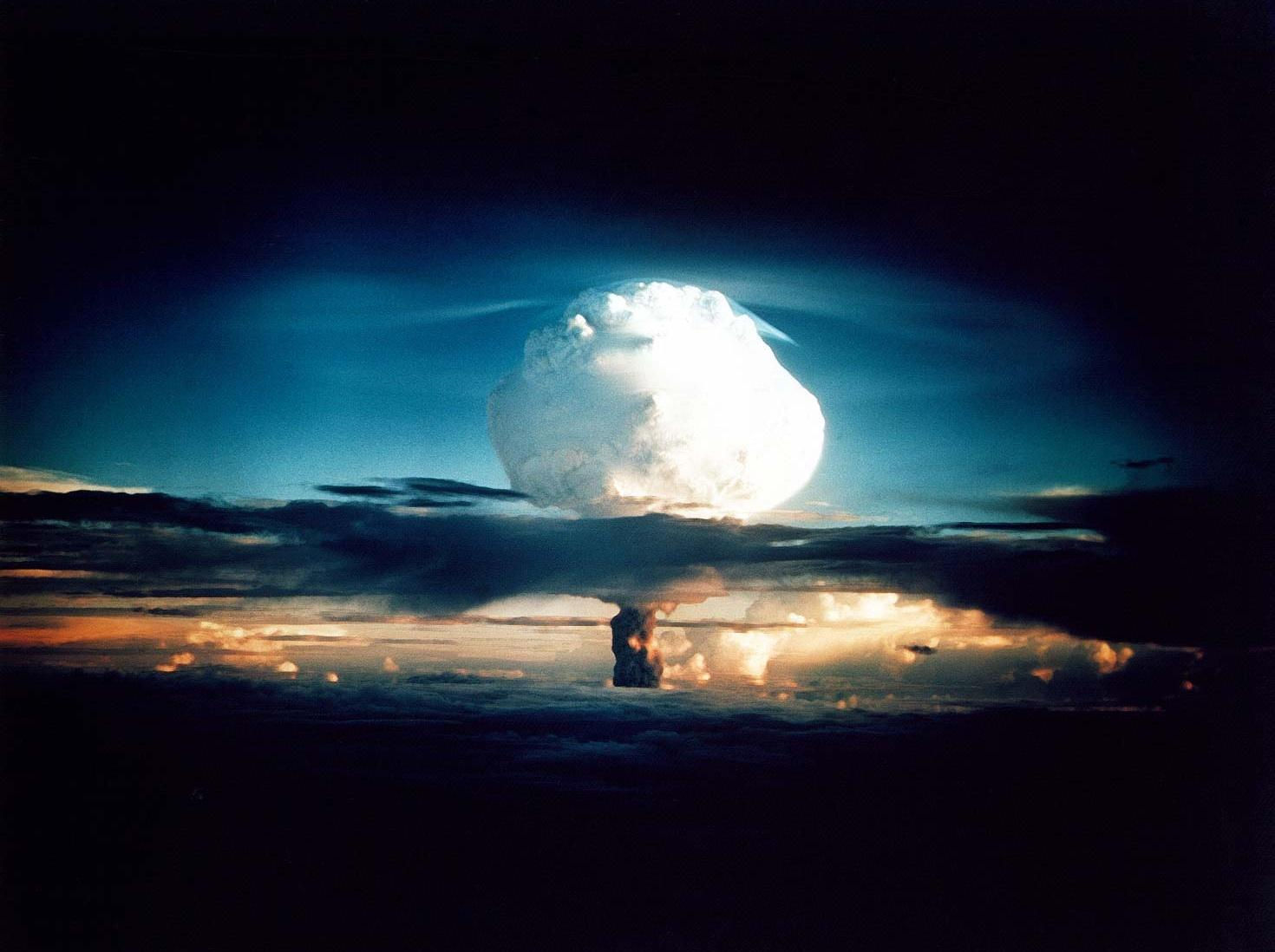
Explosion de Ivy Mike, la première bombe H testée, le 1 novembre 1952.

La bombe H (aussi appelée bombe à hydrogène, bombe à fusion ou bombe thermonucléaire) est une bombe nucléaire dont l'énergie principale provient de la fusion de noyaux légers.
Plus puissante et plus complexe qu'une bombe à fission nucléaire, dite « bombe A », une bombe H est divisée en deux étages :
- le fonctionnement du premier étage est celui d'une bombe atomique à fission « classique » au plutonium ou à l'uranium enrichi ;
- le deuxième étage est constitué des combustibles de fusion, les isotopes de l'hydrogène que sont le deutérium et le tritium ; c'est son fonctionnement qui constitue l'explosion thermonucléaire proprement dite.

## Historique

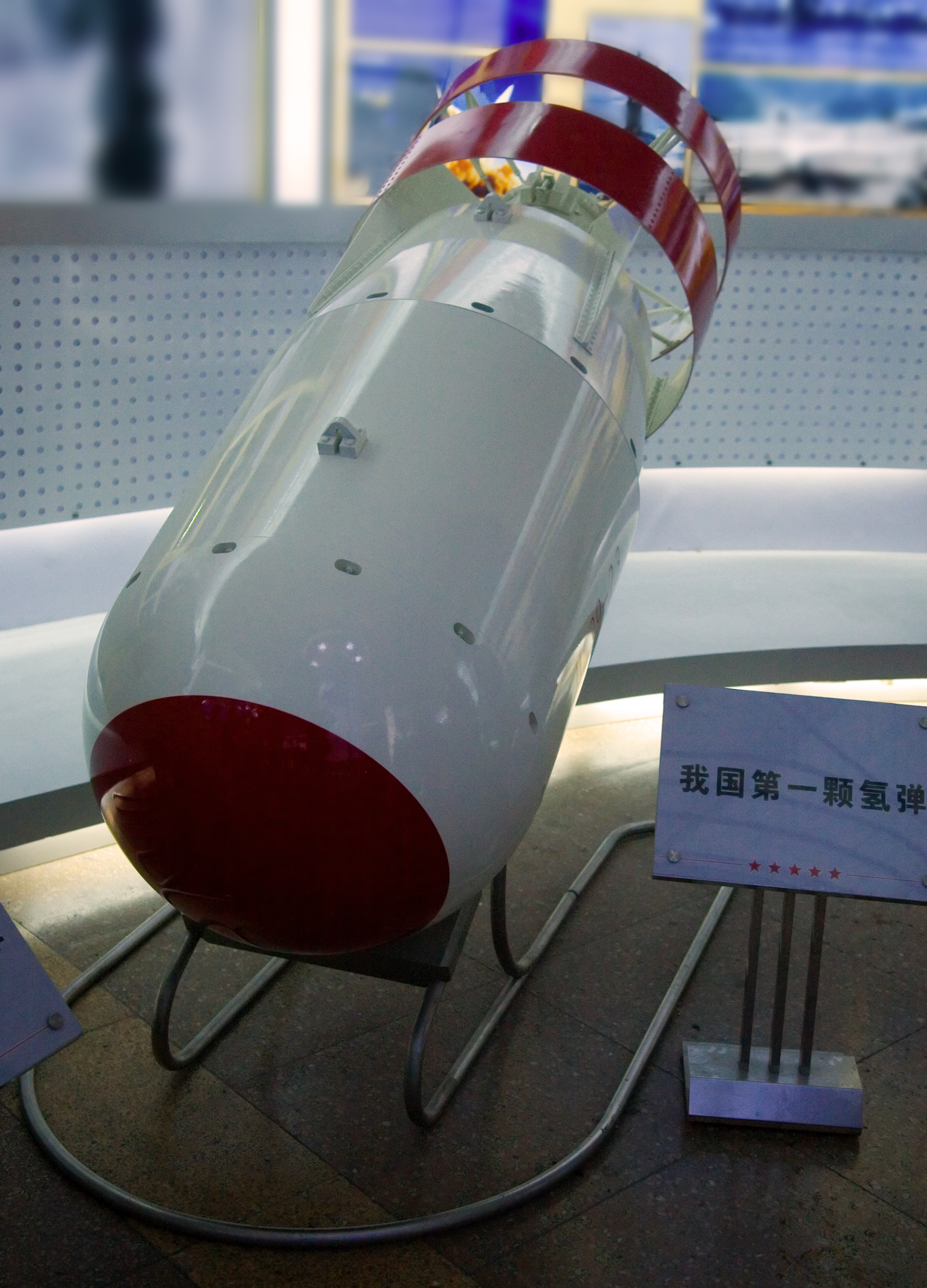
Maquette de ce qui est présenté comme la première bombe H de l'arsenal nucléaire de la Chine. Le premier essai chinois, le H-Test no 6 (3.3 Mt), a lieu le 17 juin 1967.

Dès 1940, le physicien nucléaire hongro-américain Edward Teller entrevoit la possibilité d'utiliser l'énorme puissance thermique (permettant d'atteindre une température de 108 K, soit cent millions de kelvins, ou de degrés Celsius) produite par l'explosion d'une bombe A pour déclencher le processus de fusion nucléaire. En 1941, Teller rejoint le projet Manhattan, qui a pour objectif de développer la bombe à fission.
Après des travaux préliminaires à Chicago avec Enrico Fermi et à Berkeley avec Robert Oppenheimer, Teller se rend au laboratoire national de Los Alamos pour travailler sur la bombe atomique sous la direction d'Oppenheimer. Mais au vu de la difficulté à réaliser une bombe à fusion, la piste de la bombe H n'est pas suivie, à la grande déception de Teller.
En 1949, après que les Soviétiques ont fait exploser leur propre bombe à fission le 29 août, les analyses des services de renseignements américains démontrent que cette bombe utilisait du plutonium. Le monopole des États-Unis n'existe alors plus et la nouvelle cause un choc psychologique considérable. En effet, les Américains pensaient conserver le monopole de l'arme nucléaire durant une dizaine d'années. Ils s'engagent alors dans une nouvelle aventure, celle de la recherche d'une bombe encore plus puissante que la bombe à fission : la bombe à fusion.
Le président des États-Unis Harry S. Truman demande ainsi au laboratoire national de Los Alamos de développer une bombe fonctionnant grâce à la fusion des noyaux. Oppenheimer est contre cette décision, considérant qu'elle n'est qu'un autre instrument de génocide. Teller est alors nommé responsable du programme. Cependant, son modèle, bien que raisonnable, ne permet pas d'atteindre le but visé.
Le mathématicien polono-américain Stanislaw Marcin Ulam, en collaboration avec C. J. Everett, réalise des calculs détaillés qui montrent que le modèle de Teller est inefficace. Ulam suggère alors une méthode qui sera retenue. En plaçant une bombe à fission à une extrémité et le matériel thermonucléaire à l'autre extrémité d'une enceinte, il est possible de diriger les ondes de choc produites par la bombe à fission. Ces ondes compressent et « allument » le combustible thermonucléaire.
Au début, Teller infirme l'idée, puis il en comprend tout le mérite. Il suggère alors l'utilisation des radiations plutôt que des ondes de choc pour comprimer le matériel thermonucléaire. La première bombe H, Ivy Mike, explose sur l'atoll de Eniwetok (près de l'atoll de Bikini, dans l'océan Pacifique) le 1er novembre 1952, et ce à la satisfaction de Teller, malgré le désaccord d'une majeure partie de la communauté scientifique. Cette bombe était d'une puissance de 10,4 Mt.
L'« implosion par radiation » est maintenant la méthode standard pour créer les bombes à fusion. Les deux créateurs, Ulam et Teller, ont d'ailleurs breveté leur bombe H.

## Bombe H de type «Teller-Ulam»

### Structure

Configuration d'une bombe à fission-fusion-fission :
A : Étage de la fission
B : Étage de la fusion
1. Lentilles d'explosifs à haute puissance
2. Uranium 238 (« tampon »)
3. Vide (« lévitation »)
4. Gaz de tritium (« surcharge », en bleu) enfermé dans un cœur évidé de plutonium ou d'uranium
5. Mousse de polystyrène
6. Uranium 238 (« tampon »)
7. Deutérure de lithium 6 (combustible de la fusion)
8. Plutonium (allumage)
9. Enveloppe réfléchissante (réfléchit les rayons X vers l'étage de fusion).

Un engin thermonucléaire typique comprend deux étages, un étage primaire, où l'explosion est initiée, et un secondaire, lieu de l'explosion thermonucléaire principale :
- la partie haute, ou partie primaire, est une bombe à fission (de type bombe A) qui, en explosant, entraîne une très forte augmentation de la température. Les États-Unis utiliseront en particulier le primaire Tsetse ;
- la partie basse, ou partie secondaire, est le matériau qui va fusionner, ici du deutérure de lithium, accompagné d'un cœur de plutonium et d'une enveloppe d'uranium 238. Cette partie est entourée d'une mousse en polystyrène qui permettra une montée très haute en température ;
- enfin, il est possible d'utiliser un troisième étage, du même type que le deuxième, pour produire une bombe à hydrogène beaucoup plus puissante. Cet étage supplémentaire est beaucoup plus volumineux (en moyenne dix fois plus) et sa fusion est amorcée par l'énergie dégagée par la fusion du deuxième étage. On peut donc fabriquer des bombes H de très grandes puissances en ajoutant plusieurs étages.

La puissance de l'étage primaire, donc sa capacité à provoquer l'explosion du secondaire, est augmentée (dopée) par un mélange de tritium, qui subit une réaction de fusion nucléaire avec du deutérium. La fusion émet une grande quantité de neutrons, lesquels augmentent substantiellement la fission du plutonium ou de l'uranium hautement enrichi présent dans les étages. Cette approche est utilisée dans les armes modernes pour assurer une puissance suffisante malgré une diminution importante de la taille et du poids. Une telle bombe à fission-fusion-fission est dite d'architecture Teller-Ulam.
La bombe est elle-même entourée d'une structure qui permet de retenir l'apport massif de rayons X produits par l'explosion de la bombe à fission. Ces ondes sont alors redirigées afin de comprimer le matériau de fusion et l'explosion totale de la bombe peut alors commencer.

### Déroulement de l'explosion
Les réactions impliquant la fusion peuvent être les suivantes (2
1D étant un noyau de deutérium 2H, 3
1T un noyau de tritium 3H, n un neutron et p un proton, 3
2He et 4
2He indiquant des noyaux d'hélium 3 et d'hélium 4 respectivement) :
1. 2
1D + 3
1T ⟶ 4
2He + 1
0n + 17,6 MeV ;
2. 2
1D + 2
1D ⟶ 3
2He + 1
0n + 3,3 MeV ;
3. 2
1D + 2
1D ⟶ 3
1T + 1
1p + 4,0 MeV ;
4. 3
1T + 3
1T ⟶ 4
2He + 2 1
0n ;
5. 3
2He + 2
1D ⟶ 4
2He + 1
1p ;
6. 6
3Li + 1
0n ⟶ 3
1T + 4
2He ;
7. 7
3Li + 1
0n ⟶ 3
1T + 4
2He + 1
0n.
La première de ces réactions (fusion deutérium-tritium) est relativement facile à amorcer, les conditions de température et de compression étant à la portée d'explosifs chimiques de haute performance. Elle est par elle-même insuffisante pour démarrer une explosion thermonucléaire, mais peut être employée pour doper la réaction : quelques grammes de deutérium et de tritium au centre du cœur fissible produiront un flux important de neutrons, qui augmentera significativement le taux de combustion du matériau fissible. Les neutrons produits ont une énergie de 14,1 MeV, ce qui est suffisant pour provoquer la fission de l'uranium 238, conduisant à une réaction fission-fusion-fission. Les autres réactions ne peuvent se dérouler que lorsqu'une explosion nucléaire primaire a produit les conditions nécessaires de température et de pression.
L'explosion d'une bombe H se déroule dans un temps très court : 600 ns. La réaction de fission réclame 550 ns et celle de fusion 50 ns.
1. Après l'allumage de l'explosif chimique, la bombe à fission se déclenche.
2. L'explosion provoque l'apparition de rayons X, qui se réfléchissent sur l'enveloppe et ionisent le polystyrène qui passe à l'état de plasma.
3. Les rayons X irradient le tampon qui compresse le combustible de fusion (6LiD) et l'amorce en plutonium qui, sous l'effet de cette compression et des neutrons, commence à fissionner.
4. Comprimé et porté à de très hautes températures, le deutérure de lithium (6LiD) déclenche la réaction de fusion. On observe généralement le type de réaction de fusion suivant : lorsque le matériau fusionne à plus de cent millions de degrés, il libère énormément d'énergie. À une température donnée, le nombre de réactions augmente en fonction du carré de la densité : ainsi, une compression mille fois plus élevée conduit à la production d'un million de fois plus de réactions.
5. La réaction de fusion produit un large flux neutronique qui irradie le tampon. Si celui-ci est composé de matériaux fissibles (comme 238U), une réaction de fission se produit, provoquant une nouvelle libération d'énergie, du même ordre de grandeur que la réaction de fusion.

Déroulement de l'explosion d'une bombe H :
A : Bombe avant explosion ; étage de la fission en haut (primaire), étage de la fusion en bas (secondaire), tous suspendus dans une mousse de polystyrène ;
B : L'explosif haute puissance détone dans le primaire, comprimant le plutonium en mode supercritique et démarrant une réaction de fission ;
C : Le primaire émet des rayons X qui sont réfléchis à l'intérieur de l'enveloppe et irradient la surface du tampon (la mousse de polystyrène est transparente aux rayons X et ne sert que de support) ;
D : Les rayons X vaporisent la surface du tampon, comprimant le secondaire, et le plutonium commence une fission ;
E : Comprimé et chauffé, le deutérure de lithium 6 entame une réaction de fusion et un flux de neutrons démarre la fission du tampon. Une boule de feu commence à se former…

### Puissance et effet de l'explosion
Les bombes thermonucléaires ont des effets qualitativement semblables aux autres armes nucléaires. Cependant, elles sont généralement plus puissantes que les bombes A, donc les effets peuvent être quantitativement beaucoup plus importants.
Une valeur « classique » de l'énergie dégagée par l'explosion d'une bombe à fission est d'environ 14 kt de TNT (soit 14 000 t), une tonne de TNT développant 109 cal, soit 4,184 × 109 J. De par leur conception, la valeur maximale ne dépasse guère 700 kt.
En comparaison, les bombes H seraient théoriquement au moins 1 000 fois plus puissantes que Little Boy, la bombe à fission larguée en 1945 sur Hiroshima. Par exemple, Ivy Mike, la première bombe à fusion américaine, a dégagé une énergie d'environ 10 400 kt (10,4 Mt). L'explosion la plus puissante de l'histoire est celle de la Tsar Bomba soviétique de 57 Mt de puissance, qui devait servir de test à des bombes de 100 Mt. Ce fut une bombe de type « FFF » (fission-fusion-fission) mais « bridée », le 3e étage étant inerte. Khrouchtchev expliqua qu'il s'agissait de ne pas « briser tous les miroirs de Moscou ».
L'énergie maximale dégagée par une bombe à fusion peut être augmentée indéfiniment (du moins sur le papier). La Tsar Bomba dégagea 2,84 × 1017 J.

## Autres bombes H

### Bombes russes
La structure de certaines bombes H soviétiques puis russes utilise une approche différente, en couches au lieu des composants séparés, ce qui a permis à l'URSS de mettre au point les premières bombes H transportables, donc aptes à être utilisées en bombardement. La première explosion de bombe H soviétique s'est produite le 12 août 1953, au cours du test RDS-6s (nommé Joe 4 par les Américains), qui était plutôt une bombe A « dopée ». L'URSS a par la suite utilisé le concept Teller-Ulam, (re)découvert par Andreï Sakharov,. La Russie est également à l'origine de l'explosion nucléaire la plus puissante jamais réalisée, celle de la Tsar Bomba, d'une puissance de 57 mégatonnes.

### Bombes des autres pays
Les Britanniques n'ont pas eu accès à la technologie américaine pour concevoir leur bombe à fusion et ont tâtonné jusqu'en 1957 pour réussir à produire une bombe de plusieurs mégatonnes.
La république populaire de Chine (1967) et la France (1968) ont construit et testé des bombes « H » mégatonniques. À cause du secret qui entoure les armes nucléaires, la structure Teller-Ulam a été « réinventée » (en France par Michel Carayol).
L'Inde prétend avoir fait de même, mais plusieurs experts, en se référant aux enregistrements sismographiques, contestent ce résultat.
La Corée du Nord a affirmé avoir conçu et testé avec succès, le 6 janvier 2016, une bombe H. L'Institut américain de géologie (USGS) et l’agence de météorologie sud-coréenne ont détecté un séisme d’une magnitude située entre 4,2 et 5,1 : trop faible selon les experts pour authentifier une bombe thermonucléaire. Ce pays affirme également avoir testé le 3 septembre 2017 une bombe H, semble-t-il avec succès, diverses agences gouvernementales ayant détecté des séismes artificiels importants. La magnitude estimée de ce séisme était de 6,3.

## Bombe H «propre»
Les militaires parlent de bombe H « propre » lorsque moins de 50 % de son énergie totale provient de la réaction de fission. En effet, la fusion seule produit directement moins de retombées radioactives par la chaîne proton-proton que la fission de l'uranium, qui a lieu dans une bombe A de puissance équivalente. La fusion en produit indirectement une quantité non négligeable par le cycle carbone-azote-oxygène, ainsi que par les neutrons émis lors de la fusion, qui ionisent la matière et « activent » des éléments stables, en produisant des éléments radioactifs par capture neutronique. Le cycle carbone-azote-oxygène mis en œuvre lors de la fusion produit des isotopes radioactifs de ces trois éléments essentiels dans les cycles biologiques.
Les retombées radioactives d’une bombe H « propre » sont donc a priori moins importantes que celles d’une bombe A classique de même puissance, alors que les autres effets restent tout aussi dévastateurs. La différence provient de la conception de l'étage de fusion. Si le tampon est en uranium, alors il fissionnera, libérant ainsi moins de la moitié de la puissance de la bombe (moins de 3 % de la puissance totale pour la Tsar Bomba, la bombe la plus énergétique à avoir explosé), mais provoquant 90 % des retombées radioactives.
Les seules tentatives de fusion réussies sans amorçage par bombe A ont nécessité des infrastructures beaucoup trop lourdes et volumineuses pour une utilisation militaire.

## Bombes à fusion «célèbres»
- Ivy Mike, une bombe américaine, est la première bombe H à être testée. Elle a explosé sur l'atoll d'Eniwetok (dans les îles Marshall) le 1er novembre 1952. Elle avait une puissance de 10,4 Mt.

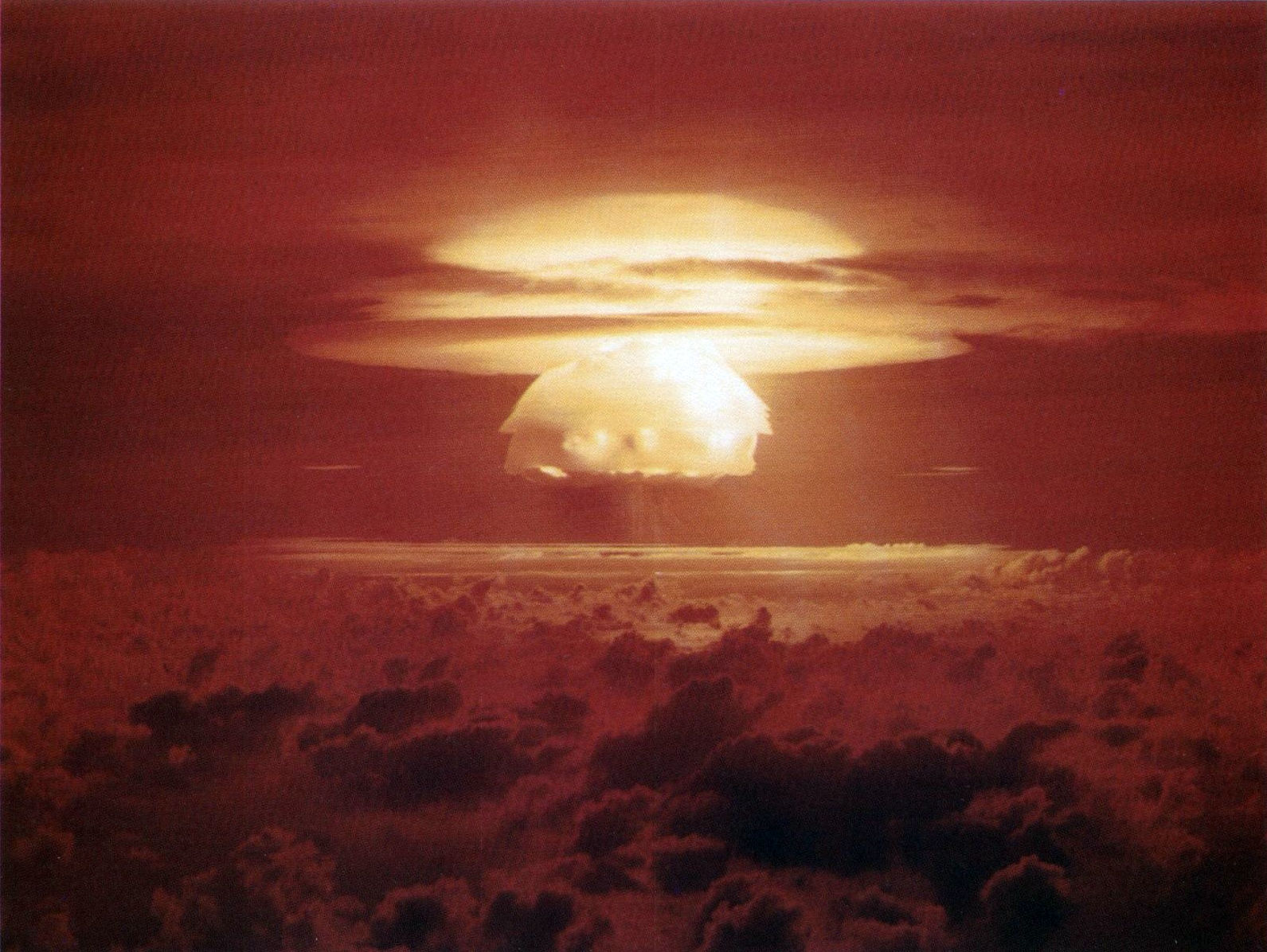
Le test Castle Bravo, d'une puissance de 15 Mt (Bikini, 1954).

- Castle Bravo est la plus puissante bombe H testée par les États-Unis. D'une puissance de 15 Mt, l'explosion a eu lieu sur l'atoll de Bikini, dans les îles Marshall en Océanie, le 1er mars 1954.
- Tsar Bomba est la bombe H la plus puissante de toute l'histoire, une bombe H à trois étages développée par l'Union soviétique. D'une puissance estimée de plus de 50 Mt, 57 Mt selon plusieurs sources, elle a explosé le 30 octobre 1961 au-dessus de la Nouvelle-Zemble, archipel russe dans l'océan Arctique (sur le « site C » de Soukhoï Nos 73° 51′ N, 54° 30′ E), lors d'une démonstration de force. Il s'agit de la plus puissante explosion nucléaire d'origine humaine de l'Histoire.
- Canopus est la première bombe H testée par la France, le 24 août 1968 au-dessus de l'atoll de Fangataufa, en Polynésie française. Elle atteint une puissance de 2,6 Mt.

Parmi les accidents impliquant des bombes H opérationnelles, deux ont été particulièrement célèbres :
- l'accident nucléaire de Palomares a eu lieu près du village de Palomares près d’Almería dans le Sud de l'Espagne le 17 janvier 1966. Un Boeing B-52 de l'US Air Force, emportant quatre bombes H, a explosé après une collision en vol avec un avion ravitailleur. Trois bombes sont tombées sur la côte, dont deux ont été détruites à l'impact, disséminant de la matière radioactive (leur parachute de secours ne s'est pas ouvert), une a été récupérée intacte et la dernière retrouvée intacte en Méditerranée, à 869 mètres de profondeur, après plusieurs semaines de recherche[10] ;
- l'accident de Thulé a eu lieu près de la base aérienne américaine homonyme, dans le Nord-Ouest du Groenland le 21 janvier 1968. Un B-52 transportant quatre bombes H s'est écrasé après un incendie à bord. Les quatre bombes ont été détruites dans l'explosion et leur contenu radioactif s'est échappé[11],[12].

Cependant, le caractère thermonucléaire de ces bombes n'intervint pas dans ces accidents, l'allumage correct de l'étage secondaire étant impossible dans des circonstances accidentelles.